# U-977
U-977 — средняя немецкая подводная лодка типа VIIC, времён Второй мировой войны. Эта лодка была оснащена шноркелем.

## История строительства
Заказ на постройку субмарины был отдан 5 июня 1941 года. Лодка была заложена 24 июля 1942 года на верфи «Blohm & Voss» (Блом & Фосс) в Гамбурге под строительным номером 177, спущена на воду 31 марта 1943 года. Лодка вошла в строй 6 мая 1943 года под командованием оберлейтенанта Ганса Лейлиха.

## Командиры
- 6 мая 1943 года — март 1945 года — капитан-лейтенант Ганс Лейлих
- март — 17 августа 1945 года — оберлейтенант цур зее Хайнц Шаффер

## Флотилии
- 6 мая 1943 года — 30 сентября 1943 года — 5-я флотилия (учебная)
- 1 октября 1943 года — 28 февраля 1945 года — 21-я флотилия (учебная)
- 1 марта 1945 года — 8 мая 1945 года — 31-я флотилия (учебная)

## Боевой путь
Лодка совершила один боевой поход, с 13 по 20 апреля 1945 года перейдя из Киля в норвежский Хортен, успехов не достигла. 29-30 апреля перешла в Кристиансанн.
2 мая лодка вышла из Кристиансанна во второй боевой поход, направляясь на коммуникации Ла-Манша. 10 мая, после капитуляции Германии, команда приняла решение идти в симпатизировавшую Гитлеру Аргентину. 16 членов экипажа, в основном женатые, отказались от участия в походе и были высажены на берег острова неподалёку от Бергена. Впоследствии они попали в плен к британцам. С 10 мая по 14 июля лодка двигалась без всплытий под шноркелем. Это 66-дневное погружение стало вторым по длительности за всю войну. Самое длинное осуществила U-978, шедшая без всплытий 68 дней.
23 июля 1945 года лодка пересекла экватор, а 17 августа — была интернирована в Мар-дель-Плата, Аргентина. Переход из Норвегии занял 108 суток.
В июле 1945 года, при не совсем понятных обстоятельствах погиб бразильский крейсер «Байя». По одним данным он погиб от взрыва погребов боезапаса, а по другим — был потоплен неизвестной подводной лодкой. Командира немецкой подлодки U-977 Х. Шеффера подозревали в потоплении «Байи» (Бразилия участвовала во Второй мировой войне на стороне союзников). Позже обвинение было снято.
13 ноября 1945 года U-977, переданная американцам, прибыла в Бостон. Ровно через год, 13 ноября 1946 года она была торпедирована во время учений американской субмариной USS Atule.

## Мемуары
Командир лодки Хайнц Шаффер в 1952 году опубликовал свою книгу, названную «U-boat 977» и призванную развеять мифы и легенды, которыми обросла судьба лодки (утверждалось, что на этой лодке Гитлер был вывезен в Аргентину). В предисловии Шаффер пишет:

… тайна подлодки U-977 уже стала объектом столь многих комментариев, что я чувствую необходимость рассказать её подлинную историю.

Книга вышла на русском языке в 2003 году.